# Elliniki Podosferiki Omospondia
Elliniki Podosferiki Omospondia (EPO, griechisch Ελληνική Ποδοσφαιρική Ομοσπονδία, englisch Hellenic Football Federation) ist der griechische Fußballbund.

## Geschichte
Der Fußballbund Griechenlands wurde im Jahr 1926 gegründet und trat ein Jahr später der FIFA bei. Als die UEFA 1954 ins Leben gerufen wurde, gehörte der griechische Bund zu den Gründungsmitgliedern. Das bislang erfolgreichste Jahr für den griechischen Fußball war das Jahr 2004 als die Herren-Nationalmannschaft überraschend die Europameisterschaft gewinnen konnte. Im selben Jahr nahm die Frauen-Nationalmannschaft erstmals an einem großen Turnier teil. Allerdings profitierte sie davon, dass sie sich als Gastgeber nicht für Olympia qualifizieren musste und schied ohne Punktgewinn und Torerfolg aus.

## Organisation
Der Verband mit Sitz in Athen richtet die Super League und die nationalen Pokalspiele aus. Des Weiteren organisiert er die Spiele der A-Nationalmannschaft, aller Jugendnationalmannschaften (U17, U19, U21) sowie der Frauen-Nationalmannschaft.

## Streit mit der FIFA
Am 3. Juli 2006 gab die FIFA bekannt, dass der griechische Fußballverband gegen die von der FIFA geforderte politische Unabhängigkeit verstoße und er deshalb auf unbestimmte Zeit suspendiert werde. Somit war der griechische Verband gezwungen, bisher vorgeschlagene Gesetzesänderungen gegen die Einmischung des Staates in die Angelegenheiten des Verbandes umzusetzen. Die FIFA setzte ein Ultimatum bis zum 15. Juli 2006. In Griechenland wurde spekuliert, die FIFA gehe davon aus, dass der Verband die Änderungen nicht in so kurzer Zeit würde durchführen können, was den Ausschluss aller Nationalmannschaften und Vereine Griechenlands von allen internationalen Wettbewerben bedeutet hätte. Zudem gab es Zweifel an der Austragung des UEFA-Champions-League-2006/07-Finales in Athen trotz vorheriger Ansetzung.
Am 7. Juli 2006 und somit deutlich früher als vorhergesehen änderte die griechische Regierung jedoch in Übereinstimmung mit dem Fußballverband das bestehende Sportgesetz.

## UEFA-Fünfjahreswertung
Platzierung in der UEFA-Fünfjahreswertung:
(in Klammern die Vorjahresplatzierung). Die Kürzel CL, EL und CO hinter den Länderkoeffizienten geben die Anzahl der Vertreter in der Saison 2025/26 der Champions League, der Europa League sowie der Conference League an.
- 08.  (08)  Belgien (Liga, Pokal) – Koeffizient: 48.800 – CL: 2, EL: 2, CO: 1
- 09.  (12)  Türkei (Liga, Pokal) – Koeffizient: 38.600 – CL: 2, EL: 2, CO: 1
- 10.  (15)  Tschechien (Liga, Pokal) – Koeffizient: 36.050 – CL: 2, EL: 1, CO: 2
- 11.  (09)  Schottland (Liga, Pokal) – Koeffizient: 36.050 – CL: 2, EL: 2, CO: 1
- 12.  (13)  Schweiz (Liga, Pokal) – Koeffizient: 32.975 – CL: 2, EL: 2, CO: 1

Stand: Ende der Europapokalsaison 2023/24